# Giỏ treo nhẹ

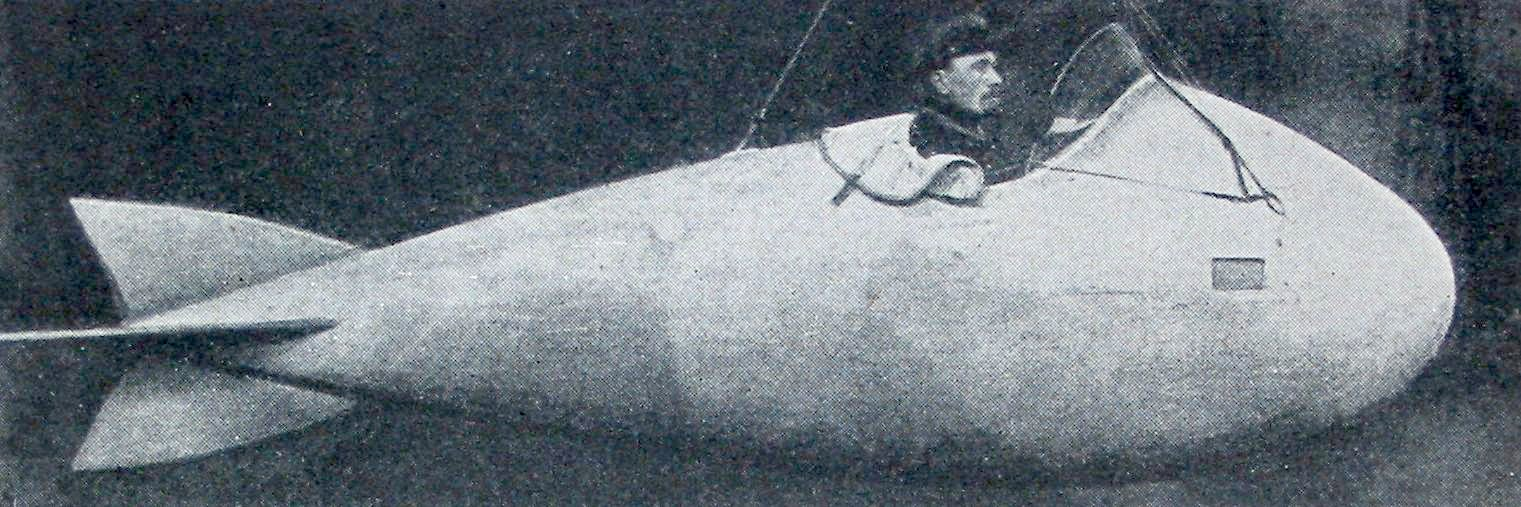
Juray Spähgondel

Chiếc Giỏ bay nhẹ hay cái túi nhẹ đã là một "sản phẩm thừa" của thân thuyền. Trên tất cả nó đã được ứng dụng trong chiến tranh thế giới lần thứ nhất cho các tàu chiến quân sự. Chiếc giỏ bay nhẹ được thả đi từ bên trên xuyên qua tầng mây khoảng hơn mấy trăm mét, sau đó quan sát và phục vụ việc điều khiển tàu bay.
Chiếc thân thuyền được phát triển bởi Juray phục vụ cho việc định thám thẳng ăng ten của một chiếc tàu bay. Sợi dây ăng ten treo tự do tự uốn mình với gió. Các hình thái trọng lượng của thân thuyền phục vụ gia giảm, những cái đã được Juray phát triển tiếp theo sau kĩ thuật vận động chất khí và chấtlỏng. Các thân thuyền đã được Juray tiếp tục phát triển cho giỏ bay nhẹ không cánh.